# Werin Achtala
Werin Achtala – wieś w Armenii, w prowincji Lorri. W 2011 roku liczyła 19 mieszkańców.